# Xã Toad Lake, Quận Becker, Minnesota
Xã Toad Lake (tiếng Anh: Toad Lake Township) là một xã thuộc quận Becker, tiểu bang Minnesota, Hoa Kỳ. Năm 2010, dân số của xã này là 539 người.